# رساله ابتدایی شیمی
رساله ابتدایی شیمی یک کتاب درسی است که توسط آنتوان لاووازیه به چاپ رسیده‌است و در سال ۱۷۸۹ منتشر شد و توسط رابرت کر در سال ۱۷۹۰ با عنوان عناصر شیمی در یک نظم سیستماتیک جدید حاوی تمام اکتشافات نوین به انگلیسی ترجمه شد. این نخستین کتاب درسی شیمی نوین محسوب می‌شود.
این کتاب عنصر را به عنوان یک ماده واحد تعریف می‌کند که با تجزیه و تحلیل شیمیایی نمی‌توان آن را تجزیه کرد و از آن طریق همه ترکیبات شیمیایی تشکیل می‌شود، با انتشار کشف خود مبنی بر اینکه تخمیر باعث تولید دی‌اکسید کربن (گاز کربنیک) می‌شود، گفت: " مناسب تر با کلمه عربی "الکل" خوانده می‌شود، زیرا از آن از سدر یا شکر تخمیر شده و همچنین شراب تشکیل شده‌است "و انتشار اولین معادله شیمیایی" انگور باید = اسید کربنیک + الکل "باشد و این واکنش راً یکی از خارق‌العاده‌ترین در شیمی دانست. "، با ذکر" در این آزمایشات، باید فرض کنیم که بین عناصر ترکیباتی که با آنها شروع می‌کنیم و آنهایی که در انتهای واکنش به دست می‌آیند، یک تعادل یا معادله واقعی وجود دارد. "
این کتاب شامل ۳۳ عنصر است که تنها ۲۳ عنصر از آنها به معنای نوین است. عناصر ارائه شده توسط لاوازیه عبارتند از: نور، کالری، اکسیژن، نیتروژن، هیدروژن، گوگرد، فسفر، ذغال سنگ، کلرید، فلوراید، آنتیموان، آرسنیک، بیسموت، کبالت، مس، طلا، آهن، سرب، منگنز، جیوه، مولیبدنیت، نیکل، پلاتین، نقره، قلع، تنگستن، روی، آهک، منیزیم، باریت، خاک رس یا زمین زاج). 
قانون پایستگی جرم، که در فرانسه به عنوان قانون لوئیزه تدریس می‌شود، در عبارت "هیچ چیز گم نمی‌شود، هیچ چیز ایجاد نمی‌شود، همه چیز دگرگون شده‌است" بطور مشخص بیان شده‌است.

## جستارهای وابسته

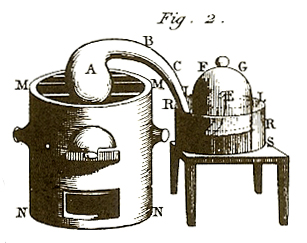
طرح از کتاب

## یادداشت
1. ↑  See Lavoisier, Antoine (1789), Traité Élémentaire de Chimie, présenté dans un ordre nouveau, et d'après des découvertes modernes (1 ed.), Paris: Cuchet, Libraire, retrieved 2012-04-15
2. ↑  See (Lavoisier 1790)
3. ↑  "Antoine Laurent Lavoisier The Chemical Revolution". American Chemical Society. Retrieved June 11, 2014.
4. ↑  'Beginnings of microbiology and biochemistry: the contribution of yeast research' by James A. Barnett (2003)[پیوند مرده]
5. ↑  Holleman, A. F.; Wiberg, Egon; Wiberg, Nils (2001). Inorganic Chemistry. Academic Press. p. 17. ISBN 978-0-12-352651-9.
6. ↑  Lavoisier 1790.

## آثار ذکرشده
Lavoisier, Antoine (1790), Elements of Chemistry in New Systematic Order, Containing All Modern Discoveries, Illustrated with 13 Copperplates, translated from the French by Robert Kerr (1 ed.), Edinburgh: William Creech, retrieved 2012-04-15